# نادي بيونغ يانغ لكرة القدم
كان نادي بيونغ يانغ لكرة القدم نادي كرة قدم كوري مقره في مدينة بيونغ يانغ، التي أصبحت الآن عاصمة كوريا الشمالية. فاز النادي ببطولة قائمة الفائزين الكأس الوطنية عام 1934.

## خلفية
تأسس نادي بيونغ يانغ لكرة القدم في 15 يناير 1933 عقب اجتماعٍ افتتاحي عُقد في بيونغ يانغ. حقق النادي نجاحًا مبكرًا بالفوز بدورة كرة القدم لعموم كوريا عام 1934 بفوزه على نادي جوسون في المباراة النهائية التي أقيمت على ملعب كيونغسونغ. كانت هذه البطولة بمثابة مسابقة الكأس الوطنية لدولة كوريا الموحدة آنذاك قبل الحرب الكورية. كان الملعب الرئيسي للنادي هو ملعب كيريمري الذي يتسع لـ 20 ألف شخص والذي يُعرف الآن باسم ملعب كيم إيل سونغ. أقام الاستاد مباراة كرة القدم السنوية كيونغ-بيونغ بين نادي كيونغ سونغ لكرة القدم وبيونغ يانغ خلال ثلاثينيات القرن الماضي.
كان نادي بيونغ يانغ هو النادي الأعلى تصنيفًا في بيونغ يانغ خلال المراحل الأخيرة من الحكم الاستعماري الياباني حتى عام 1945 وبقي النادي موجودًا بعد التحرير السوفيتي. ومع ذلك، حُلّ النادي خلال الحرب الكورية 1950-53. أما أشهر لاعب في تاريخ النادي فكان بارك كيو تشونغ الذي لعب مع منتخب كوريا الجنوبية وكان في تشكيلة الفريق لكأس العالم 1954.

## إنجازات
- بطولة جوسون لكرة القدم
  - فائز (1) : 1934

## التنافس
كان المنافس هو نادي كيونغ سونغ لكرة القدم. تعتبر المبارايات بين هذه الفرقين على مستوى عالٍ من الشهرة وعادةً ما تعرف باسم مباراة كيونغ-بيونغ لكرة القدم

## أنظر أيضاً
- كيونغسونغ إف سي
- التنافس بين Kyungsung FC و Pyongyang FC